# فرودگاه بلک ریور فلز ایریا
فرودگاه بلک ریور فلز ایریا (به انگلیسی: Black River Falls Area Airport) یک فرودگاه همگانی بهره‌برداری هوایی است که یک باند فرود آسفالت دارد و طول باند آن ۱۴۰۲ متر است. این فرودگاه در شهر بلک ریور فالز، ویسکانسین کشور ایالات متحده آمریکا قرار دارد و در ارتفاع ۲۵۵ متری از سطح دریا واقع شده‌است.